# LK登月舱
LK(取自俄语"Лунный корабль"的缩写，罗马化为”Lunniy koraby”，即“登月飞行器”之意，GRAU 编号: 11F94) 为20世纪60年代前苏联依据所制定的载人登月计划而开发的登月舱，其作用类似于美国的阿波罗登月舱，有数艘LK舱曾在地球轨道上进行过不载人试飞，但尚没有一艘到达过月球。由于飞往月球所需的N1发射载具研制屡遭挫折(包括数次发射失败)，人类首次登月被美国宇航员拔得头筹。因而，N1火箭和LK登月舱项目后均被取消，没获得任何进一步的发展。

## N1-L3 飞行计划
20世纪50年代和60年代苏联首席火箭工程师和航天器设计师谢尔盖·帕夫洛维奇·科罗廖夫计划采用与阿波罗计划相同的月球轨道交会概念。探月飞船(L3)将由一艘联盟7K-L3号指令船(联盟号的变型)和一艘月球着陆舱组成。飞船上搭载二名宇航员，由一枚超重型的N1三级助推火箭发射升空。第四级G组级引擎，则将探月飞船和第五级D组级引擎一起送往月球。

### 环月轨道
D组级引擎将降低探月飞船(L3)进入月球轨道的速度，随着向月球的平稳滑行，LOK指令舱中的一位宇航员将通过太空行走进入着陆舱(LK)，然后分离下降段(着陆舱及D组级引擎)与指令舱的连结。D组级引擎将进一步减慢下降段的轨道速度并逼近着陆点附近，届时，着陆舱将与D组级引擎分离，启动着陆舱上的E组级引擎继续下降，最终减速并降落在月球表面。

### 登陆月球
在早期不载人登月方案中，一台月球车将被用来选择合适的着陆区，并充当着陆舱的指引地标。随后，发射一架备用着着陆舱(LK)到该着陆点。第三步将是一艘带有一位宇航员的着陆舱登陆。
尽管并不清楚登月后的具体活动细节，但与土星/阿波罗相比，N-1火箭/联盟轨道舱/登月舱体积小，有效载荷能力有限，意味着不可能进行太多的科学实验。最有可能的是，宇航员会把苏联国旗插在月球上，采集一些土壤样本、拍照并部署一些小型科学实验包。而长期的任务、月球车以及阿波罗登月后执行的其他活动都是不可能进行的。

### 返回地球
在月球表面停留一天后，着陆舱将以着陆架为发射台启动引擎升空。为减轻重量，着陆所用的引擎在发射中将被炸掉，着陆舱返回月球轨道后，通过“联盟康塔克”(Kontakt)对接系统与轨道舱实现自动对接。宇航员携带着月球岩石样本经太空行走进入轨道舱，之后着陆舱将被抛弃，轨道器火箭点火返回地球。着陆舱的对接口是一块96个六边形孔的网格板，网孔等距排列，每个套孔都是一个对接口，以便两艘飞船即使没有精确对准，轨道器上的对接探头也能插入进去。由于重量限制，对接接口被设计得尽可能简单，并带有严格的机械锁扣装置，无电气或流体连接，对接停靠只有一次机会。

## 设计
着陆舱可被再分为降落段(LPA)和上升段(LVA) 登月和离月都依靠E组级推进系统，信息显示系统(航天器上的控制面板和控制装置)版本被称为“鲁契” (Luch)。
有四次任务使用了“T2K”变型着陆器，它们几乎与标准的LK着陆器相同，只是没有起落架。

### 系统
航天器上包含有以下系统：
- 加压的宇航员舱；
- 飞行控制航电系统；
- 生命支持系统；
- 姿态控制系统；
- 月球着陆装置(LPU)，带有四条着陆支架；
- 电源系统，由连接在着陆装置上的化学电池组成。

### 设备
航天器上安装有下列设备：
- “普拉内塔”(Planeta)着陆雷达；
- 增压的航电设备箱；
- 两根通信天线；
- 三组电池；
- 四个用于蒸发装置的水箱；
- 机械臂和钻头。

## 测试
曾有三台T2K型着陆舱以宇宙379号、宇宙398号和宇宙434号之名，在地球轨道上进行过不载人测试。第一次是在1970年11月24日，第二次于1971年2月26日，第三次是1971年8月12日。所有三艘着陆舱都由联盟-L型火箭发射。第一次飞行测试所设计的E组级阶段运行状况，第二和第三次飞行则是测试着陆舱在几种飞行异常情况下的性能状况。所有的飞行进行得都很顺利，着陆舱的载人飞行被认为已准备就绪。

## 取消
1969年，阿波罗项目成功地将美国宇航员送上了月球，这意味着美国已赢得了登月竞赛，尽管直到20世纪70年代初苏联才开始制定计划，也曾尝试过四次N1发射，包括后来的两次模拟登月舱试飞，但均未获成功，尽管每次故障后都进行了工程改进。1969年7月3日的第二次发射尝试，就在阿波罗11号发射前13天，是一次灾难性的失败，摧毁了火箭和发射设施。随后，为1974年8月改进型N1火箭的第五次发射，准备了一艘带全套探月综合设施的L3航天器，包括用于环月飞行和着陆的月轨飞行器和常规着陆舱(LK)，其任务是为未来的载人登月作一次全面性的不载人试飞。1974年5月苏联取消了载人登月计划(N1-L3)，决定集中精力发展空间站，在这一过程中取得了几项第一。
2017年，一位匿名人士声称，中国官员要求乌克兰人用现代材料(如新的计算机技术)重建着陆舱的推进模块，以取代舱内飞行控制系统中过时的电子设备。根据协议，乌克兰人将向中国移交新推进模块的全套设计文件，但硬件本身仍将留在乌克兰。消息人士称，未来乌克兰人可能会协助中国组织在华生产这项技术。

## 与阿波罗登月舱的比较
由于N1火箭发送至近地轨道的有效载荷能力仅为95吨，而土星5号运载火箭能达到140吨，因此LK着陆舱的体积比阿波罗登月舱小：:
- 它有不同的着陆方案。
- 它的重量只有阿波罗登月舱的三分之一。
- 起初只搭载一名宇航员，后期改进型增至两名，阿波罗登月舱携带两人。
- 它没有阿波罗登月舱那样的对接通道，宇航员在轨道器与着陆舱之间的往返只能通过太空行走。
- 为脱离月球轨道并开始下降，着陆舱使用了将整个飞船送入月球轨道的同一D组级制动引擎；而阿波罗登月舱则使用了着陆级发动机(后来阿波罗任务也使用SPS发动机帮助登月舱脱离轨道)。
- 最后的减速是在月表以上4公里高度从100米/秒的速度开始的，通过一台可多次重启的E组级引擎完成，该引擎也用于着陆舱从月表返回轨道的上升阶段推进；阿波罗登月舱着陆阶段有一台专用的发动机用于着陆。
- 为获得更好的性能，E组级引擎使用涡轮泵输送燃料，并通过固体电池快速启动涡轮泵，从而限制了点火次数。
- 着陆舱起落架被设计为一座小型发射台，用于上升段的升空，而阿波罗登月舱也以同样的方式使用其下降段。
- 着陆舱的E组级引擎既有主发动机，也有备用发动机，可确保升空，而阿波罗登月舱只有一台升空发动机，没有备用或后备发动机，其设计简单可靠，使升空得到最佳保证，但一旦上升引擎发生故障将会导致关键任务彻底失败。[1]。

## 当前所在

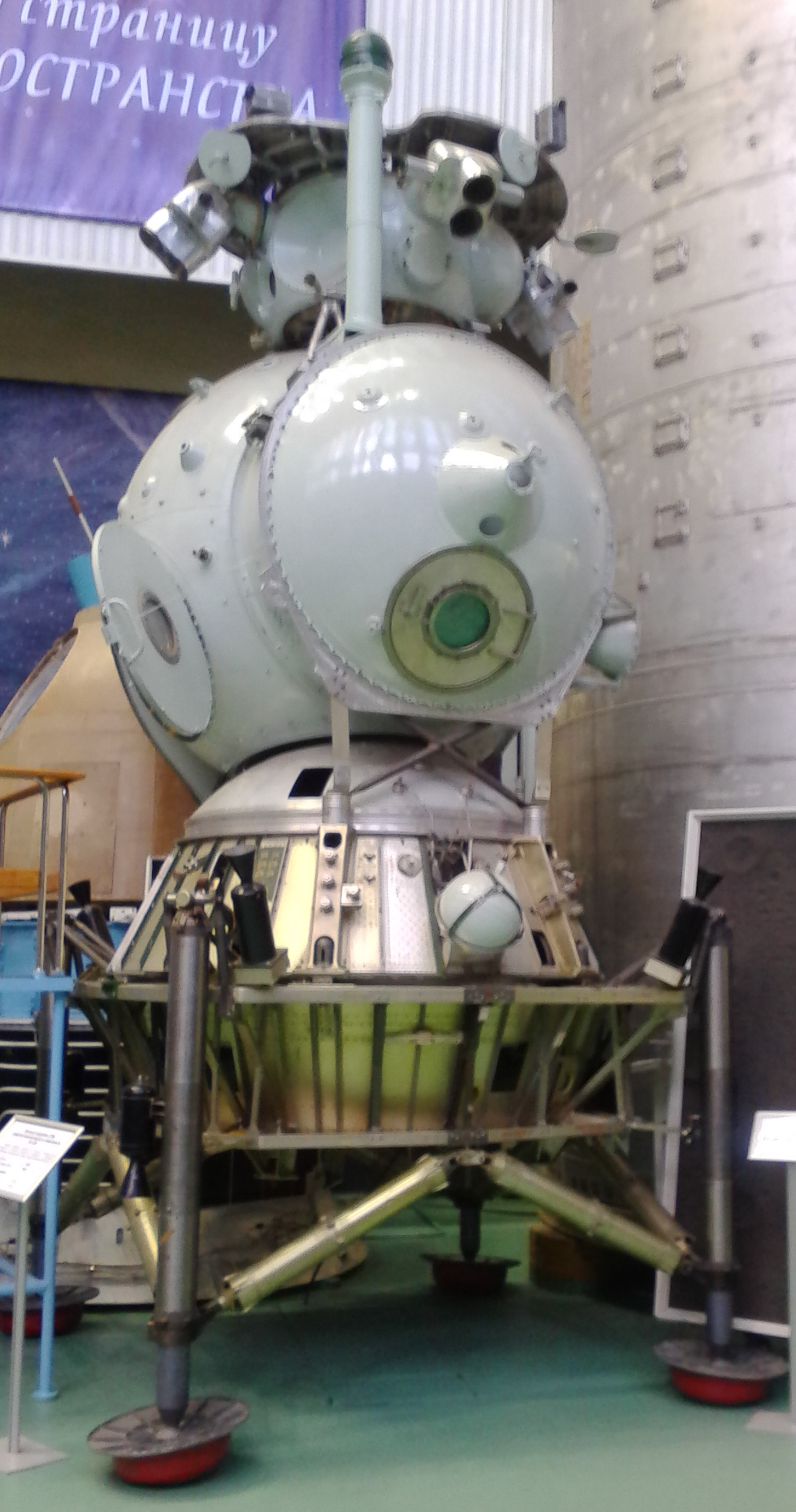
位于俄罗斯能源火箭公司总部的着陆器

目前还剩有五台处于不同完成阶段的月球着陆器，它们分别在：
- 莫斯科航空学院(临时陈列在巴黎迪士尼乐园度假区)
- 德米特罗夫莫斯科鲍曼国立技术大学奥雷沃科研和教育馆
- 莫斯科州科罗廖夫城科罗廖夫能源火箭航天集团
- 坦波夫空军基地
- 圣彼得堡亚历山大·莫扎伊斯基军事航天学院

## 另请参阅
- 太空竞赛
- 苏联太空计划
- 探测器号系列探测器
- 阿波罗18号 (电影)
- 登月舱